# Lena Oberdorf
Lena Oberdorf   (Gevelsberg, 19 de desembre de 2001) és una futbolista alemanya que juga com a migcampista al club de la Bundesliga VfL Wolfsburg i a la selecció alemanya.

## Carrera
Una jugadora versàtil que pot jugar en diverses posicions que van des de central, lateral esquerre, migcampista defensiva i migcentre, Oberdorf és considerada un dels talents joves més prometedors del futbol.

### Club
Lena Oberdorf va començar a jugar a futbol a TuS Ennepetal. Quan era juvenil D, va canviar al TSG Sprockhövel, on va jugar en equips masculins fins al 2018. Al novembre de 2017, va signar un contracte de tres anys amb el club de la Bundesliga, el SGS Essen, que fou vàlid a partir de l'estiu de 2018. Va fer el seu debut a l'SGS el 9 de setembre de 2018 a la segona ronda de la Copa DFB contra l'SV Henstedt-Ulzburg, on immediatament va marcar dos gols en una victòria per 14-0. Gairebé una setmana després, el 15 de setembre de 2018 (jornada 1), va seguir en el partit fora de casa contra el MSV Duisburg a la Bundesliga. En aquest partit també va aportar dos gols a la victòria per 4-0.
Per a la temporada 2020/21 es va traslladar al VfL Wolfsburg. Va signar un contracte de tres anys, que es va prorrogar l'estiu del 2022 al 2025.

### Nacional
Lena Oberdorf va fer el seu debut internacional el 28 d'octubre de 2014 a l'edat de dotze anys. Va substituir Verena Wieder al minut 41 de la victòria de la selecció sub-15 per 13-0 contra Escòcia. Dos dies després, va marcar el seu primer gol en una victòria per 8-0 contra Escòcia en un altre amistós. El juliol de 2016 va participar en la Copa Nòrdica amb la selecció sub-16 i amb el seu equip van quedar segones darrere de Noruega. També el 2016, Oberdorf va ser la jugadora més jove de la plantilla de 21 jugadors de la selecció sub-17 per al Mundial de Jordània. Va participar en dos partits de la fase de grups, contra Veneçuela i Camerun, i contra Espanya als quarts de final, marcant contra Camerun per fer el 2-0 i contra Espanya per fer el 2-1. El 2017 es va classificar amb l'equip per a l'Eurocopa de la República Txeca i el van guanyar després de vèncer a Espanya per 3-1 a la final als penals. Després del torneig, va ser escollida "Jugadora d'Or" per la UEFA. Amb la selecció sub-19, va jugar sis partits des del setembre de 2017 fins a l'abril de 2018 com a part de la classificació per a l'Eurocopa de 2018, però l'estiu de 2018 ja va formar part de la plantilla de la selecció sub-20 i va participar -de nou com la jugadora alemanya més jove- al Mundial de França.
El desembre de 2018, l'entrenadora nacional Martina Voss-Tecklenburg la va convocar a la plantilla de la selecció sènior per al camp d'entrenament d'hivern del 14 al 21 de gener de 2019 a Marbella. Va debutar el 6 d'abril de 2019 a Solna en una victòria per 2-1 en un amistós contra Suècia, substituint Turid Knaak al minut 61. Amb 17 anys i 109 dies és la vuitena jugadora més jove que debuta a la selecció. Es va consolidar com a titular de la selecció nacional.
Voss-Tecklenburg la va convocar de nou a l'equip alemany per a la Copa del Món 2019. Quan va entrar com a substituta en el partit de la primera ronda contra la Xina, es va convertir en la jugadora alemanya més jove de la Copa del Món als 17 anys, cinc mesos i 20 dies, superant l'anterior rècord de Birgit Prinz.
Va marcar el seu primer gol internacional el 3 de setembre de 2019 a Lviv en una victòria per 8-0 a la segona eliminatòria de l'Eurocopa del grup I davant la selecció d'Ucraïna que suposava el 4-0 al minut 54. Amb 17 anys i 259 dies, es va convertir en la sisena golejadora més jove de la selecció.
Va jugar amb Alemanya a l'Eurocopa 2022, inclosa la final el 31 de juliol. Oberdorf va ser utilitzada en cinc de sis partits, perdent-se un partit a causa de la segona targeta groga. Després del torneig, Oberdorf va ser reconegut com la millor jugadora jove i votada per l'"Onze del Torneig" pel cos tècnic de la UEFA.

## Vida personal
El germà d'Oberdorf, Tim Oberdorf, que és cinc anys més gran, també és futbolista. La seva germana, Julia Oberdorf, tres anys més gran, juga a futbol americà.

## Estadístiques de carrera

### Club
Actualitzat a l'últim partit jugat el 3 de juny de 2023.
| Club          | Temporada     | Lliga             | Lliga   | Lliga | Pokal DFB | Pokal DFB | Continental | Continental | Total   | Total |
| Club          | Temporada     | Divisió           | Partits | Gols  | Partits   | Gols      | Partits     | Gols        | Partits | Gols  |
| ------------- | ------------- | ----------------- | ------- | ----- | --------- | --------- | ----------- | ----------- | ------- | ----- |
| SGS Essen     | 2018–19       | Frauen-Bundesliga | 16      | 9     | 2         | 2         | –           | –           | 18      | 11    |
| SGS Essen     | 2019-20       | Frauen-Bundesliga | 20      | 3     | 4         | 0         | –           | –           | 24      | 3     |
| SGS Essen     | Total         | Total             | 36      | 12    | 6         | 2         | –           | –           | 42      | 14    |
| VfL Wolfsburg | 2019-20       | Frauen-Bundesliga | –       | –     | –         | –         | 3           | 0           | 3       | 0     |
| VfL Wolfsburg | 2020-21       | Frauen-Bundesliga | 20      | 7     | 5         | 4         | 3           | 1           | 28      | 12    |
| VfL Wolfsburg | 2021–22       | Frauen-Bundesliga | 17      | 2     | 4         | 1         | 9           | 0           | 30      | 3     |
| VfL Wolfsburg | 2022–23       | Frauen-Bundesliga | 17      | 3     | 4         | 0         | 8           | 0           | 29      | 3     |
| VfL Wolfsburg | Total         | Total             | 54      | 12    | 13        | 5         | 23          | 1           | 90      | 18    |
| Carrera total | Carrera total | Carrera total     | 90      | 24    | 19        | 7         | 18          | 1           | 132     | 32    |

1. ↑  inclou Lliga de Campions Femenina de la UEFA
2. ↑  Es va unir durant la temporada 2020-21, però va competir a la Lliga de Campions 2019-20 posposada

### Internacional
A 11 abril 2023 
| Selecció nacional | Curs  | Partits | Gols |
| ----------------- | ----- | ------- | ---- |
| Alemanya          | 2019  | 12      | 2    |
| Alemanya          | 2020  | 4       | 0    |
| Alemanya          | 2021  | 7       | 0    |
| Alemanya          | 2022  | 12      | 1    |
| Alemanya          | 2023  | 2       | 0    |
| Total             | Total | 37      | 3    |

## Palmarès
VfL Wolfsburg
- Campionat d'Alemanya: 2021–22
- Copa d'Alemanya: 2020–21, 2021–22, 2022–23

Alemanya
- Subcampiona femenina de la UEFA: 2022[11]

Alemanya sub-17
- Campionat femení sub-17 de la UEFA : 2017

Individual
- Jugadora jove del torneig del Campionat Femení de la UEFA: 2022[12]
- Equip del Torneig del Campionat Femení de la UEFA: 2022[13]
- FIFA FIFPRO Mundial Femení 11: 2022[14]
- Millor jugadora del Campionat femení sub-17 de la UEFA: 2017[15]
- Medalla Fritz Walter : Or 2020,[16] Plata 2019,[17] Bronze 2018[18]
- Equip mundial femení IFFHS: 2022[19]
- Equip de la temporada de la Lliga de Campions Femenina de la UEFA: 2022-23[20]
- Millor jugadora jove de la Lliga de Campions Femenina de la UEFA 2022-23[21]